# Soldados de Salamina
Soldados de Salamina is een Spaanse film uit 2003, geregisseerd door David Trueba. De film is gebaseerd op het gelijknamige boek van Javier Cercas.

## Verhaal
Schrijfster Lola krijgt de opdracht een stuk te schrijven over een waargebeurd dat zich afspeelde in de nadagen van de Spaanse Burgeroorlog: schrijver en falangist Rafael Sánchez Mazas, stond samen met vijftig andere gevangenen tegenover een vuurpeloton, maar slaagde erin het bos in te ontsnappen. Een republikeinse soldaat die de bossen uitkamde, vond hem maar liet hem ontsnappen. Lola raakt steeds meer geïnteresseerd, en probeert te achterhalen wat er precies is gebeurd.

## Rolverdeling
| Acteur           | Personage            |
| ---------------- | -------------------- |
| Ariadna Gil      | Lola                 |
| Ramon Fontserè   | Rafael Sánchez Mazas |
| Joan Dalmau      | Miralles             |
| María Botto      | Conchi               |
| Diego Luna       | Gastón               |
| Alberto Ferreiro | Joven miliciano      |

## Ontvangst

### Prijzen en nominaties
Een selectie:
| Jaar | Evenement                      | Categorie                | Genomineerde                      | Resultaat   |
| ---- | ------------------------------ | ------------------------ | --------------------------------- | ----------- |
| 2004 | Premios Goya (18de uitreiking) | Beste film               | Soldados de Salamina              | Genomineerd |
| 2004 | Premios Goya (18de uitreiking) | Beste regisseur          | David Trueba                      | Genomineerd |
| 2004 | Premios Goya (18de uitreiking) | Beste actrice            | Ariadna Gil                       | Genomineerd |
| 2004 | Premios Goya (18de uitreiking) | Beste mannelijke bijrol  | Joan Dalmau                       | Genomineerd |
| 2004 | Premios Goya (18de uitreiking) | Beste vrouwelijke bijrol | María Botto                       | Genomineerd |
| 2004 | Premios Goya (18de uitreiking) | Beste bewerkt scenario   | David Trueba                      | Genomineerd |
| 2004 | Premios Goya (18de uitreiking) | Beste camerawerk         | Javier Aguirresarobe              | Gewonnen    |
| 2004 | Premios Goya (18de uitreiking) | Beste speciale effecten  | Pedro Moreno, Emilio Ruiz del Río | Genomineerd |